# Monarca plumbi
El monarca plumbi (Myiagra rubecula) és un ocell de la família dels monàrquids (Monarchidae).

## Hàbitat i distribució
Habita sabanes de les terres baixes al nord-est i sud de Nova Guinea, arxipèlags Louisiade i D'Entrecasteaux, illa Conflict. També habita boscos i manglars al nord, est i sud-est d'Austràlia des del nord-est d'Austràlia Occidental, cap a l'oest fins King Sound, cap a l'est, a través del nord del Territori del Nord fins nord i est de Queensland i, cap al sud, a través de l'est de Nova Gal·les del Sud fins al sud-est de Victòria, Tasmània i illes a l'estret de Bass.